# Транссибирский экспресс (фильм, 1977)
«Транссибирский экспресс» — приключенческий художественный фильм 1977 года. Второй фильм тетралогии о чекисте Касымхане Чадьярове. Предыдущий фильм — Конец атамана (1970), следующие фильмы — Маньчжурский вариант (1989) и Кто вы, господин Ка? (2010).

## Сюжет
Фильм воспроизводит события 1927 года, когда советские чекисты предотвратили убийство крупного японского предпринимателя Сайто, ехавшего транссибирским экспрессом в Москву с намерением начать торговые переговоры с Советским Союзом, и таким образом сорвали планы иностранной разведки.

## В ролях
- Асанали Ашимов — «Весёлый Фан» (Фан Ю Чунь \ Чадьяров)
- Константин Григорьев — журналист Шнайдер
- Нонна Терентьева — мадам Александра Тимофеевна Демидова
- Олег Табаков — Федотов
- Мен Дон Ук — господин Сайто
- Олег Ли — Исидо, телохранитель Сайто и агент Федотова
- Наталья Аринбасарова — Айжан
- Олег Видов — Андрей, связной Чадьярова
- Вадим Захарченко — помощник Федотова
- Нина Алисова — артистка
- Артём Карапетян — Луиджи, пассажир-итальянец
- Герман Качин — сотрудник ОГПУ
- Александр Яковлев — пассажир, не имеющий отношения к покушению
- Лаврентий Сон — Ямагути
- Станислав Фролов — Шпазма

### Озвучивание
- Александр Калягин — озвучивание роли А. Ашимова
- Феликс Яворский — закадровый перевод казахских и японских диалогов

## Съёмочная группа
- Авторы сценария: Александр Адабашьян, Никита Михалков (при участии Андрея Михалкова-Кончаловского)
- Режиссёр: Эльдор Уразбаев
- Оператор-постановщик: Вадим Алисов
- Композитор: Еркегали Рахмадиев
- Художник по костюмам: Валентин Перелётов

## Награды
В 1978 году на XI Всесоюзном кинофестивале в Ереване: Специальный приз жюри за лучший приключенческий фильм.
- Режиссёр и все три сценариста удостоены Государственной премии Казахской ССР 1978 года.
- По данным Союза кинематографистов СССР фильм просмотрело 24 млн зрителей только в 1978 году.